# Dunda, Turuvekere
Dunda là một làng thuộc tehsil Turuvekere, huyện Tumkur, bang Karnataka, Ấn Độ.